# Заключительный аккорд
«Заключительный аккорд» (нем. Schlußakkord) — немецкий художественный фильм 1936 года, снятый режиссёром Дугласом Сирком на киностудии Universum Film AG.
Премьера фильма состоялась 24 июля 1936 года.

## Сюжет
Молодая бедная немка Ханна Мюллер отдаёт своего ребенка в приют и его усыновляют известный дирижёр оркестра Эрих Гарвенберг и его жена. Ханна с новым мужем-мошенником, который присвоил чужие деньги, эмигрирует в Америку. Когда её муж кончает жизнь самоубийством, Ханна возвращается в Германию и стремиться устроится горничной и нянькой в семью дирижёра, где растёт её сын, которого они воспитывают. На почве любви к ребёнку они сближаются. Когда Шарлотта Гарвенберг, жена дирижёра, по глупому совпадению выясняет правду о прошлом Ханны и узнаёт о преступлении её мужа, то увольняет няньку.
Мюллер возвращается, чтобы похитить своего сына, но Шарлотта, которую шантажирует любовник Карл-Отто, от передозировки морфина умирает. Ханна Мюллер подозревается в убийстве, но на суде служанка сообщает, что жена дирижёра перед смертью сказала, что кончает жизнь самоубийством. Ханна и Эрих Гарвенберг, полюбившие друг друга, теперь могут пожениться.

## В ролях
- Мария фон Ташнади — Ханна Мюллер
- Лиль Даговер — Шарлотта Гарвенберг, жена Эриха
- Вилли Биргель — Эрих Гарвенберг, дирижёр
- Мария Коппенхёфер — служанка
- Петер Боссе — сын Ханны
- Теодор Лоос — профессор Оберайт, педиатр
- Альберт Липперт — Карл-Отто, любовник Шарлотты
- Курт Майзель — барон Сальвиани, друг Карла-Отто
- Эрих Понто — судья
- Пауль Отто — прокурор
- Александр Энгель — домовладелец
- Эрна Бергер — певица и др.

## Награды
- Prädikat (Знак отличия Министерства пропаганды нацистской Германии) за художественную ценность.
- Лучший музыкальный фильм на 4-м Венецианском международном кинофестивале 1936.